# Gobernador Mansilla
Gobernador Mansilla é um município da província de Entre Ríos, na Argentina.